# Plethodontohyla mihanika
Espèce
Statut de conservation UICN

 LC  : Préoccupation mineure
Plethodontohyla mihanika est une espèce d'amphibiens de la famille des Microhylidae.

## Répartition

Aire de répartition de Plethodontohyla mihanika.

Cette espèce est endémique de Madagascar. Son aire de répartition concerne le centre et l'Est de l'île, depuis la réserve spéciale d'Ambohitantely et les environs de Andasibe jusqu'au parc national de Ranomafana voire au-delà. Elle est présente entre 500 et 1 500 m d'altitude.

## Description

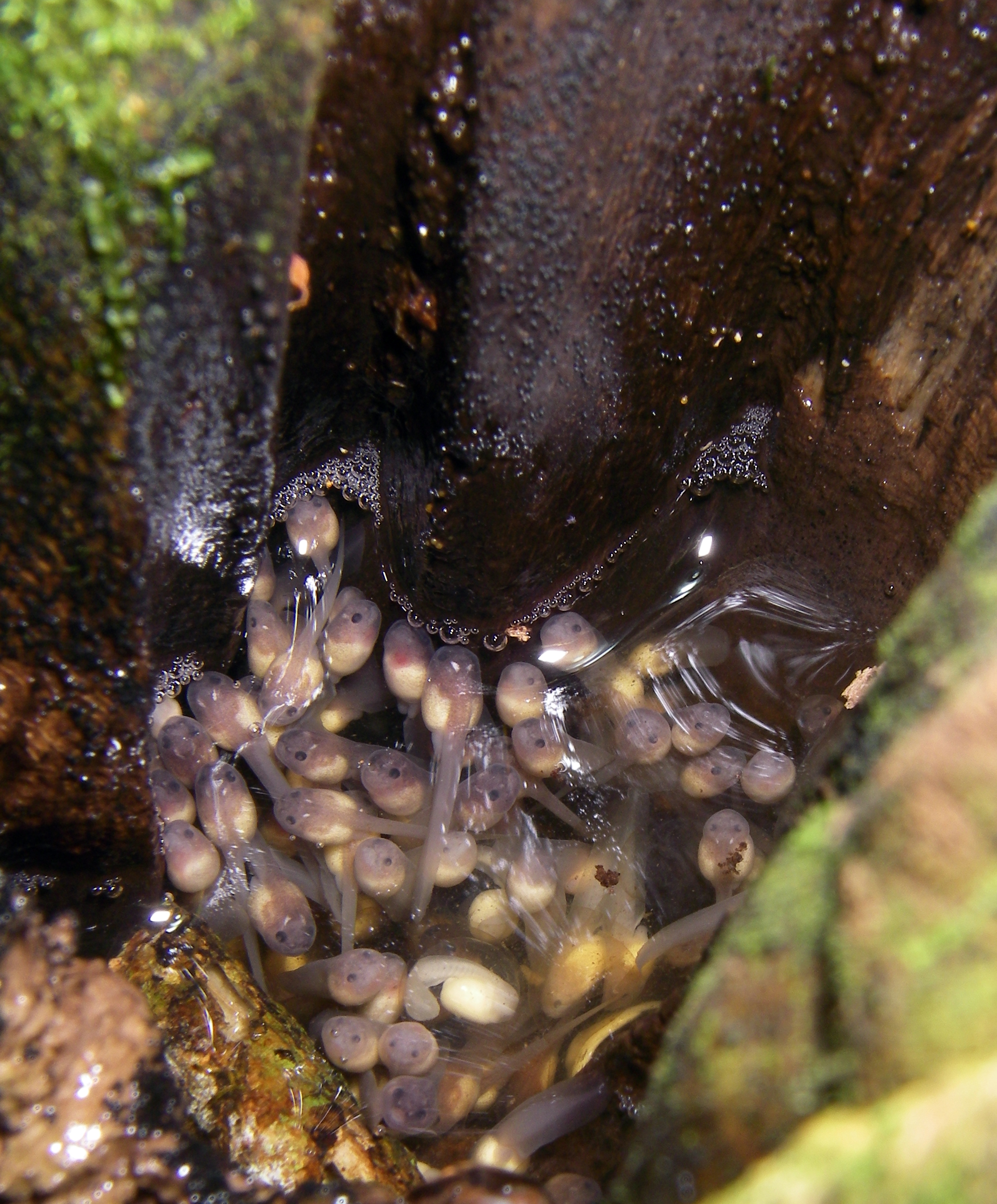
Têtards de Plethodontohyla mihanika.

Plethodontohyla mihanika mesure de 26 à 30 mm pour les mâles et de 29 à 31 mm pour les femelles.

## Étymologie
Son nom d'espèce, du malgache mihanika, prononcé mihonika, « grimper », lui a été donné en référence à ses habitudes arboricoles.

## Publication originale
- Vences, Raxworthy, Nussbaum & Glaw, 2003 : New microhylid frog (Plethodontohyla) from Madagascar, with semi-arboreal habits and possible parental care. Journal of Herpetology, vol. 37, no 4, p. 629-636 (texte intégral).